# Majgaon
Majgaon è una suddivisione dell'India, classificata come census town, di 6.820 abitanti, situata nel distretto di Sonitpur, nello stato federato dell'Assam. In base al numero di abitanti la città rientra nella classe V (da 5.000 a 9.999 persone).

## Società

### Evoluzione demografica
Al censimento del 2001 la popolazione di Majgaon assommava a 6.820 persone, delle quali 3.558 maschi e 3.262 femmine. I bambini di età inferiore o uguale ai sei anni assommavano a 590, dei quali 239 maschi e 297 femmine. Infine, coloro che erano in grado di saper almeno leggere e scrivere erano 5.674, dei quali 2.970 maschi e 2.704 femmine.